# Capgròs (física)
En la teoria quàntica de camps, un capgròs (anomenat tadpole en anglès) és un diagrama de Feynman d'un bucle amb una cama externa, que aporta una contribució a una funció de correlació d'un punt (és a dir, al valor esperat de buit d'un camp). Els diagrames en bucle amb un propagador que es connecta de nou al seu vèrtex original sovint també s'anomenen capgrossos. Per a moltes teories sense massa, aquests gràfics s'anul·len via regularització dimensional (mitjançant anàlisi dimensional i l'absència de qualsevol escala de massa inherent a la integral de bucle). Calen correccions de capgròs si el camp extern corresponent té un valor esperat del buit diferent de zero, com ara el camp de Higgs.
Els diagrames de capgròs es van utilitzar per primera vegada a la dècada del 1960. Un primer exemple va ser publicat per Abdus Salam el 1961, tot i que no es va atribuir el mèrit del nom. Els físics Sidney Coleman i Sheldon Glashow van fer un ús extensiu dels diagrames de capgròs per tal d'explicar la ruptura espontània de simetria en la interacció forta el 1964. El 1985, Coleman va declarar (potser de broma) que els editors de Physical Review havien rebutjat el nom «espermion» originalment proposat.